# Parafia św. Jakuba w Sośnicowicach
Parafia św. Jakuba – rzymskokatolicka parafia znajdująca się w Sośnicowicach. Parafia należy wdo metropolii katowickiej, diecezji gliwickiej i dekanatu Gliwice-Łabędy.

## Kościoły na terenie parafii
- Kościół św. Jakuba − kościół parafialny
- Kaplica św. Marii Magdaleny − z 1784, drewniano-murowana

## Miejscowości należące do parafii
- Sośnicowice
- Łany Wielkie
- Trachy
- Tworóg Mały